# Upplands runinskrifter 870
Upplands runinskrifter 870 är en vikingatida runristning på ett flyttblock av finkristallisk granit i Säva, Gryta socken och Enköpings kommun. Blocket är 4,4 gånger 2,1 meter och 1,9 meter högt. Flyttblocket flyttades i samband med en vägomläggning på 1930-talet. Dess ursprungliga plats är 15 meter öster om den nuvarande platsen.

## Inskriften
Translitterering av runraden:
... ...k : onek[ʀ :] (þ)ai[ʀ] (l)itu : marka : stain : þ[insa : at rok br]oþu[r :] (s)[en] ... ...(þ)biarn : hiu
Normalisering till runsvenska:
... [o]k Ohnæigʀ(?) þæiʀ letu marka stæin þennsa at Hrok, broður sinn ... [Au]ðbiorn(?)/[Vi]ðbiorn(?) hio.
Översättning till nusvenska:
... och onekʀ de läto rista denna sten efter Rok, sin broder ... Ödbjörn(?) högg.